# Device (album)
Device – pierwszy album studyjny amerykańskiego zespołu industrialno-metalowego Device, wydany 9 kwietnia 2013 roku przez Warner Bros. Records. Album promowały dwa single: "Vilify" i "You Think You Know".

## Lista utworów
1. "You Think You Know" - 3:39
2. "Penance" - 3:28
3. "Vilify" - 3:39
4. "Close My Eyes Forever" (feat. Lzzy Hale) - 4:36 (cover Lity Ford & Ozzy'ego Osbourne'a)
5. "Out of Line" (feat. Serj Tankian & Terry "Geezer" Butler) - 3:40
6. "Hunted" - 3:53
7. "Opinion" (feat. Tom Morello) - 3:52
8. "War of Lies" - 4:05
9. "Haze" (feat. M. Shadows) - 4:24
10. "Through It All" (feat. Glenn Hughes) - 5:04

Wydanie Deluxe
1. "Wish" - 3:47 (cover Nine Inch Nails)
2. "A Part of Me" - 3:28

Wydanie Best Buy
1. "Recover" - 4:14